# New-York Hamburger Gummi-Waaren Compagnie

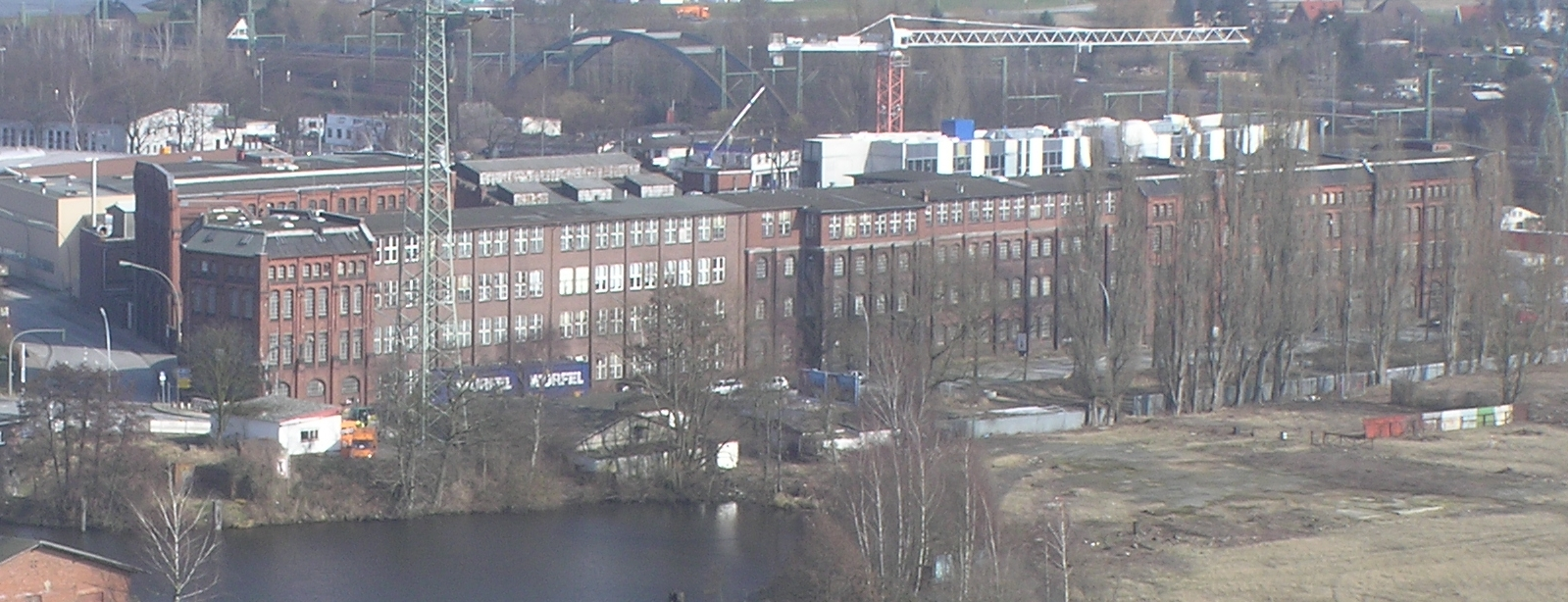
Ehemaliges Fertigungsgebäude in Hamburg-Harburg (2004)

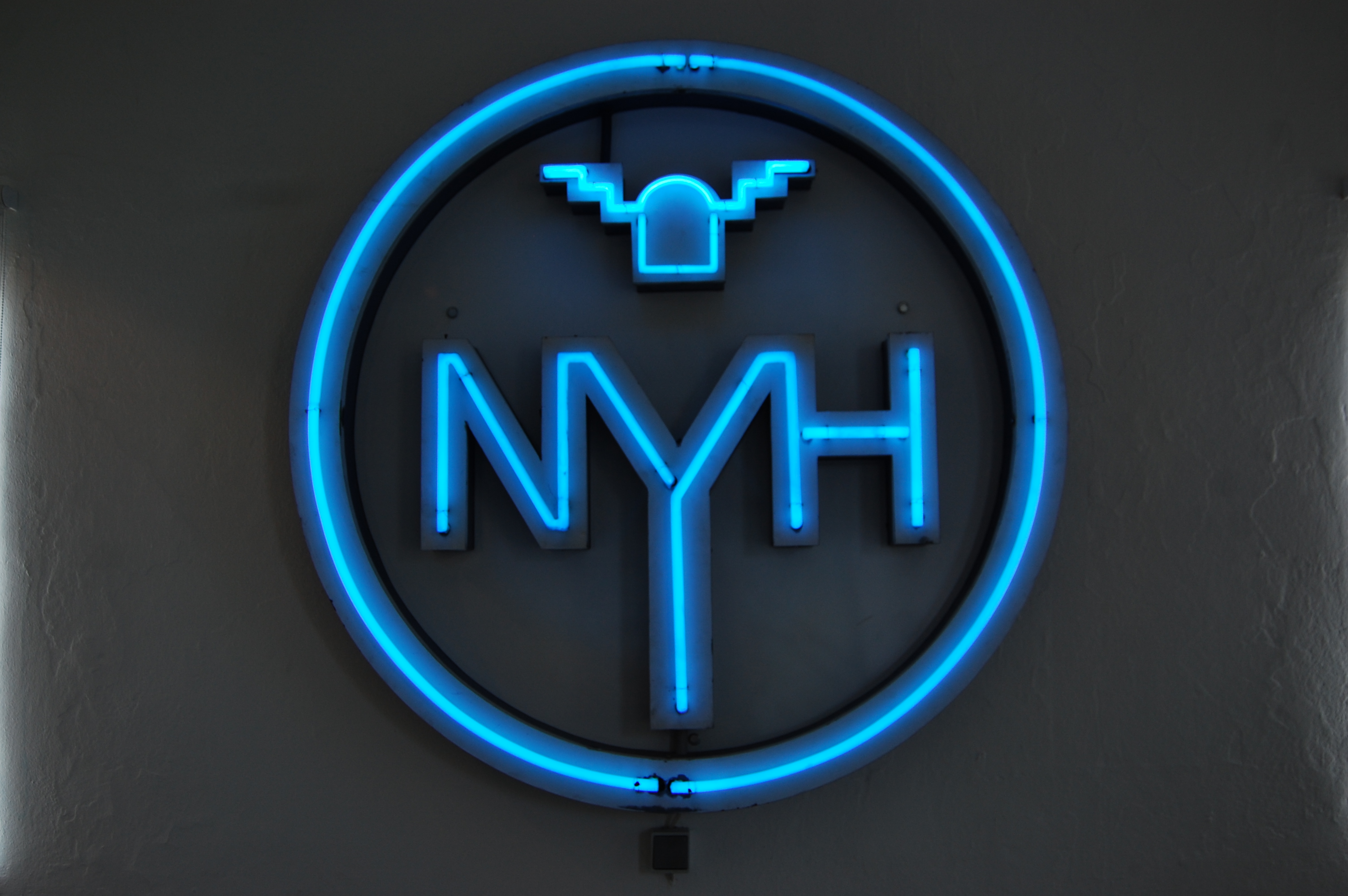
Neon-Logo der NYH im Museum für Arbeit.

Die New-York Hamburger Gummi-Waaren Compagnie (NYH) ist eine Gummiwarenfabrik, die 1870 in Barmbek b. Hamburg gegründet wurde und bis 2009 in Hamburg-Harburg produzierte. 2009 erfolgte die Verlagerung der Produktion nach Lüneburg.

## Geschichte

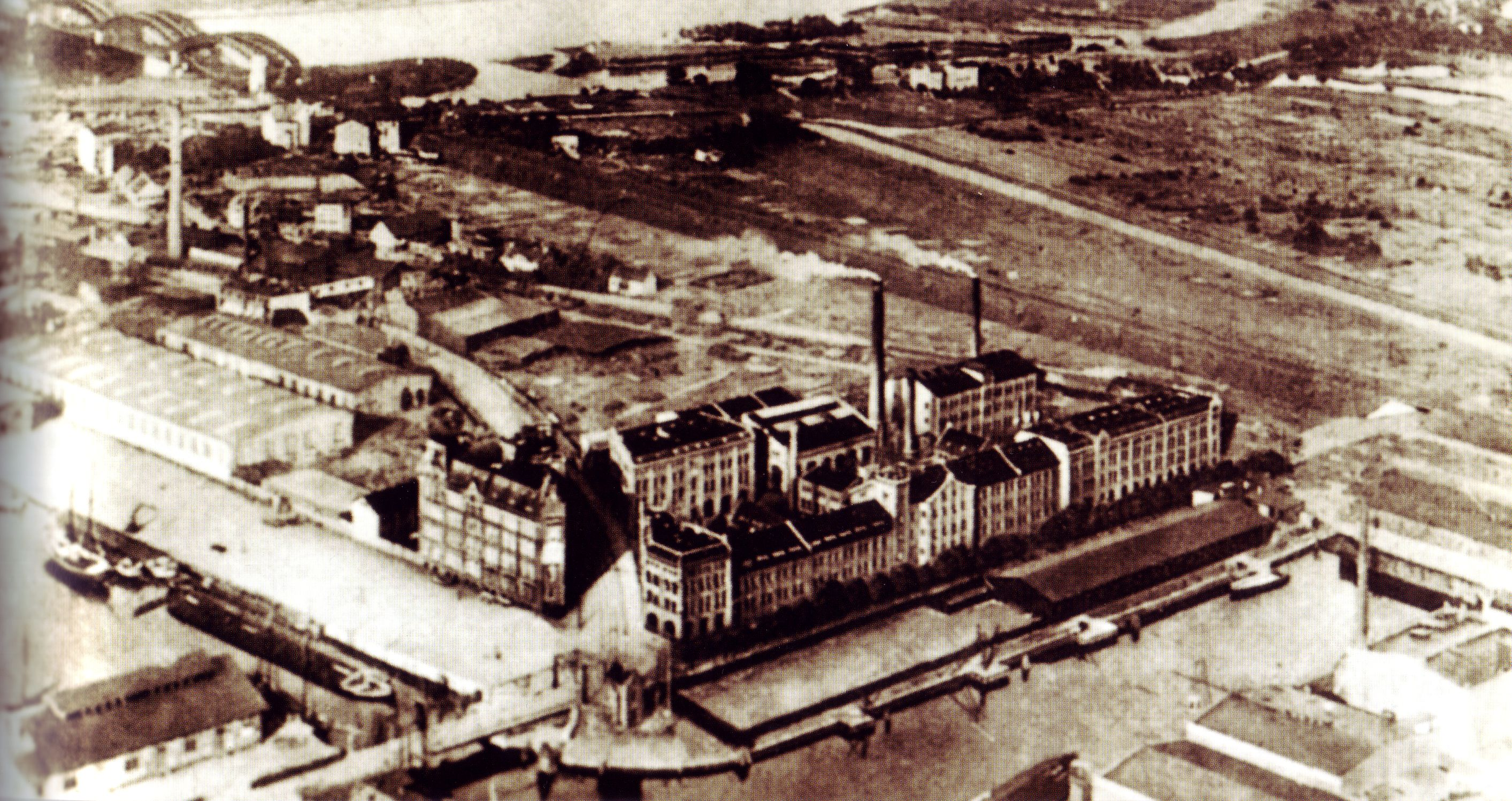
Harburger Gummi-Kamm-Compagnie um 1900

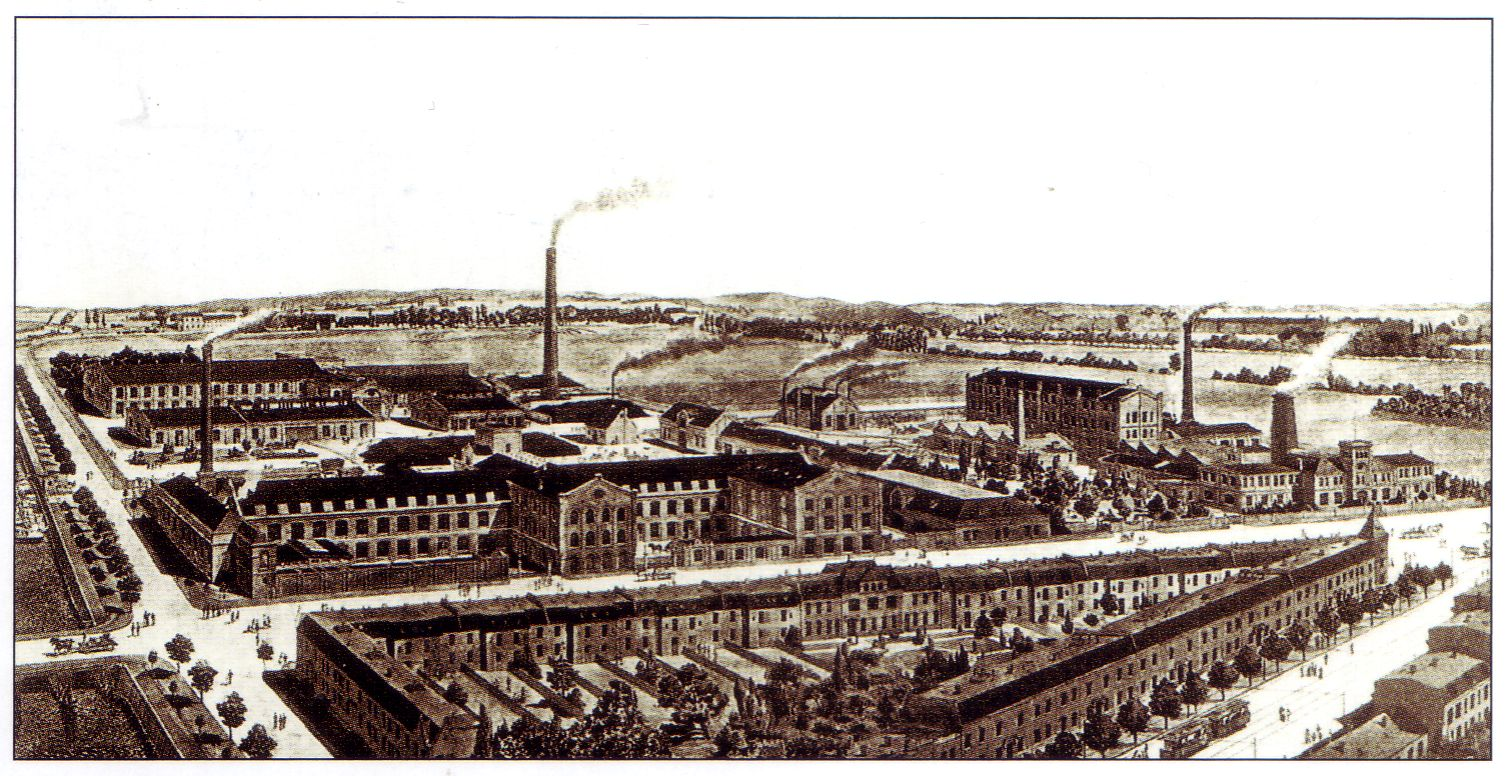
NYH-Fabrik in Barmbek um 1900

Charles Goodyear entdeckte 1839 die Vulkanisation. Gut ein Jahrzehnt darauf erzeugte sein Bruder Nelson Goodyear nach dem bekannten Weichgummi das heute fast vergessene Hartgummi – den ersten großindustriell verwendeten Kunststoff. Heinrich Adolph Meyer, ein Sohn des Industriepioniers Stockmeyer, erwarb 1851 die Patente für Europa. Gemeinsam mit Johannes Bücking und H. W. Maurien gründete dessen Bruder Heinrich Christian Meyer 1856 die Harburger Gummi-Kamm-Compagnie. Im gleichen Jahr wurde auch die Konkurrenzfirma Albert & Louis Cohen, Harburg – Schuhfabrik (später Phoenix AG) gegründet.
Johann Hinrich Wilhelm Maurien (1825–1882) und Conrad Poppenhusen (1818–1883), zwei ehemalige Mitarbeiter der Harburger Gummi-Kamm-Compagnie, machten sich 1870 selbstständig und gründeten die New-York Hamburger Gummi-Waaren Compagnie (NYH) in Barmbek. Die Lage war vielversprechend: Einerseits befand sich das Werk an der Osterbek außerhalb der Zollgrenze, andererseits aber noch so nah am Hafen, dass es leicht von dort versorgt werden konnte. Von 1912 bis 1926 leitete Leopold Osbahr (1855–1937) als Generaldirektor das Unternehmen. Er war zeitgleich über mehrere Jahre Vorsitzender der Hamburgischen Gewerbekammer. 1929 wurde die Harburger Gummi-Kamm-Compagnie von der NYH übernommen. Lange Zeit wurden mehr 1.000 Frauen und Männer beschäftigt.
In den Ruinen des Barmbeker Werkes (schwere Kriegsschäden 1943/44) wurde die Produktion nach dem Zweiten Weltkrieg wieder aufgenommen, jedoch 1954 nach Harburg verlagert. In einem Rest des Barmbeker Werkes befindet sich seit 1994 das Museum der Arbeit, seit 1984 das Stadtteilkulturzentrum Zinnschmelze sowie ein nach dem Elbtunnelbohrer TRUDE benanntes Restaurant.
Im Werk an der Nartenstraße am Harburger Binnenhafen wurden u. a. auch weiterhin Hartgummi-Kämme hergestellt. Diese wegen ihrer Qualität vor allem im Friseur-Handwerk beliebten Kämme, aber auch andere Haarpflegeprodukte, sind z. B. unter den traditionsreichen Namen Hercules-Sägemann, Matador oder Triumph erhältlich. Auch die Produktionsmethoden, mit viel Handarbeit, blieben über Jahrzehnte bestehen. Weiterhin werden Gummi-Formteile oder Klarinetten-Mundstücke hergestellt.
2009 zog das Unternehmen mit seinen etwa 200 Mitarbeitern in moderne Produktionsanlagen nach Lüneburg um. Die Fabrikanlage in Hamburg-Harburg an deren Standort schließlich über 150 Jahre für die Harburger Gummi-Kamm-Compagnie und die NYH produziert wurde, steht teilweise unter Denkmalschutz. Die weitere Nutzung ist wegen einer vorhandenen Belastung mit Nitrosamin noch unklar.
Im Juni 2009 teilte das Unternehmen allen Kunden mittels Rundschreiben mit, dass mit sofortiger Wirkung aus rein wirtschaftlichen Gründen die Hartgummi-Kammproduktion eingestellt wurde. Darunter fielen alle Hartgummi-Kämme der beiden Eigenmarken Hercules-Sägemann und Matador sowie Fremdmarken. Aufgrund der starken Nachfrage nahm das Unternehmen die Produktion wenige Monate später jedoch wieder auf.